# Fòrum Liberal
El Fòrum Liberal (en alemany: Liberales Forum, LIF) fou un partit polític liberal austríac, membre del Partit Europeu Liberal Demòcrata Reformista.
El LIF es va fundar el 4 de febrer de 1993, a partir d'una escissió del FPÖ a conseqüència de les tensions entre l'ala nacionalista i liberal d'aquest partit. Va guanyar 11 escons a les eleccions al Parlament de 1994 amb un 5,51% del vots, però progressivament va anar perdent influència, fins a la seva integració al 2014 amb NEOS - La Nova Àustria.

## Resultats electorals

### Eleccions legislatives
| Any  | Líder           | Vots                        | %                           | Escons   | +/- | Govern            |
| ---- | --------------- | --------------------------- | --------------------------- | -------- | --- | ----------------- |
| 1994 | Heide Schmidt   | 276,580 (5è)                | 6.00%                       | 11 / 183 | Nou | Oposició          |
| 1995 | Heide Schmidt   | 267,026 (4t)                | 5.51%                       | 10 / 183 | 1   | Oposició          |
| 1999 | Heide Schmidt   | 168,612 (5è)                | 3.59%                       | 0 / 183  | 10  | Extraparlamentari |
| 2002 | Alexander Zach  | 48,083 (5è)                 | 0.97%                       | 0 / 183  | =   | Extraparlamentari |
| 2006 | Alexander Zach  | Dins de les llistes del SPÖ | Dins de les llistes del SPÖ | 1 / 183  | 1   | Coalició          |
| 2008 | Werner Becher   | 102,249 (6è)                | 2.09%                       | 0 / 183  | 1   | Extraparlamentari |
| 2013 | Angelika Mlinar | Dins de les llistes de NEOS | Dins de les llistes de NEOS | 2 / 183  | 2   | Oposició          |

### Parlament Europeu
| Any  | Líder                      | Vots         | %    | Escons | +/- | Grup |
| ---- | -------------------------- | ------------ | ---- | ------ | --- | ---- |
| 1996 | Friedhelm Frischenschlager | 161,583 (5è) | 4.26 | 1 / 21 | Nou | ALDE |
| 1999 |                            | 74,467 (5è)  | 2.66 | 0 / 21 | 1   | -    |